# Bà Nà Hills Cable Car

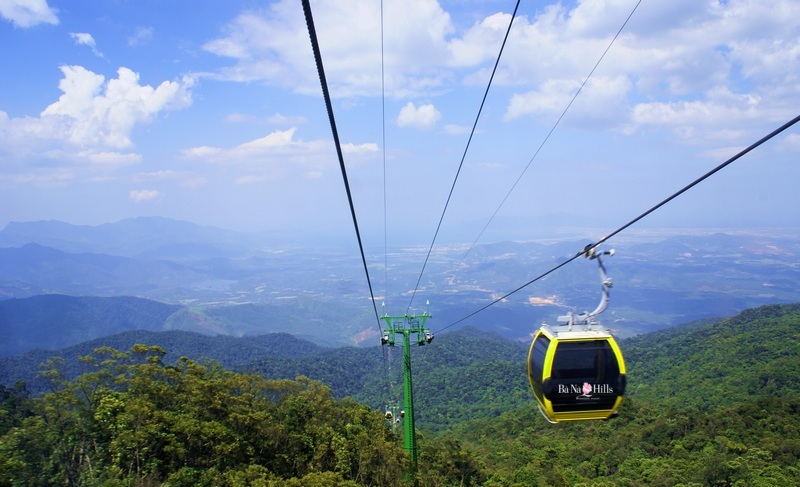
Bà Nà Hills Cable Car

Bà Nà Hills Cable Car (viet. Cáp treo Bà Nà) ist eine Gondelbahn zum Bà Nà Hills Mountain Resort etwa 25 km westlich von Đà Nẵng in Vietnam.
Die Bà Nà Hills wurden bereits Anfang des zwanzigsten Jahrhunderts durch die französische Kolonialmacht zu einem Erholungsort ausgebaut, da das Klima trockener und durchschnittlich 10 °C kühler ist als in Đà Nẵng. Seit 1945 verfielen die Einrichtungen jedoch und gerieten in Vergessenheit. Erst mit dem wirtschaftlichen Aufschwung nach 1990 wurden auch die Bà Nà Hills wieder belebt. Ende der 1990er Jahre baute Doppelmayr eine kurze Gruppenumlaufbahn von den alten Villen zum Berggipfel. Im Zuge der raschen wirtschaftlichen Entwicklung und des von der öffentlichen Hand geförderten Tourismus übernahm 2007 ein privater Investor den Ausbau der Bà Nà Hills zu einem modernen Resort und beauftragte Doppelmayr mit dem Bau des neuen Bà Nà Hills Cable Car.
Die 2009 eröffnete Gondelbahn dient als Zubringer zu dem auf der 1487 m hohen Bergkuppe gelegenen Bà Nà Hills Mountain Resort mit seinen drei Hotels. Sie erleichtert den Zugang enorm gegenüber der 18 km langen, steilen, engen und kurvenreichen Bergstraße. Außerdem hat die Gondelbahn mit einer Förderkapazität von 1500 Personen pro Stunde eine deutlich höhere Leistung als ein Transport auf der Bergstraße mit Bussen oder gar mit Pkw.
Die weniger als eine Autostunde von Đà Nẵng entfernte Suoi Mo Station liegt an der Straße DT 602 am östlichen Fuß der Bà Nà Hills. Von hier geht die erste Sektion der Gondelbahn zur Bà Nà Station in 1356 m Höhe, die zweite Sektion fährt von der benachbarten Debay Station zur Morin Station an dem praktisch auf dem Gipfel befindlichen Morin Hotel.
Die erste Sektion hat eine schräge Länge von 5042 m und überwindet einen Höhenunterschied von 1292 m. Sie war zeitweise weltweit die längste Sektion einer Gondelbahn und die mit dem größten Höhenunterschied. Der Betreiber der Seilbahn und des Resorts hat sich dafür zwei  Eintragungen im Guinness-Buch der Rekorde sichern lassen.
Die Fahrzeit in der ersten Sektion beträgt bei einer maximalen Geschwindigkeit von 6 m/s (21,6 km/h) etwa 15 Minuten. Es sind 94 von CWA gelieferte Gondeln für 8 Personen vom Typ Omega IV tropical LWI im Einsatz, die in einer Garage in der Talstation untergebracht werden. Der Antrieb des umlaufenden Förderseils befindet sich in der Bà Nà Station, die Spannvorrichtung in der Suoi Mo Station. Die Sektion hat 22 Stützen.
Die zweite Sektion ersetzte die frühere Gruppenumlaufbahn, deren Kapazität nicht mehr ausreichte. Sie hat eine schräge Länge von 698 m, 4 Stützen und überwindet einen Höhenunterschied von 131 m. Der Betreiber wählte für diese Sektion 21 Gondeln für 8 Personen des anders aussehenden Typs Konus 8 LWI von CWA, die in  der Bergstation untergebracht werden.  Diese Sektion hat ebenfalls eine Förderleistung von  1500 P/h. Die Fahrzeit beträgt 3,5 min bei einer Geschwindigkeit von 5,0 m/s (18 km/h). Der Antrieb befindet sich in der unteren Debay Station, die Spannvorrichtung in der Bergstation.
Wegen der zur Monsunzeit häufigen Gewitter sind in beiden Sektionen zwei Blitzschutzseile über den Förderseilen gespannt.